# Пастиш

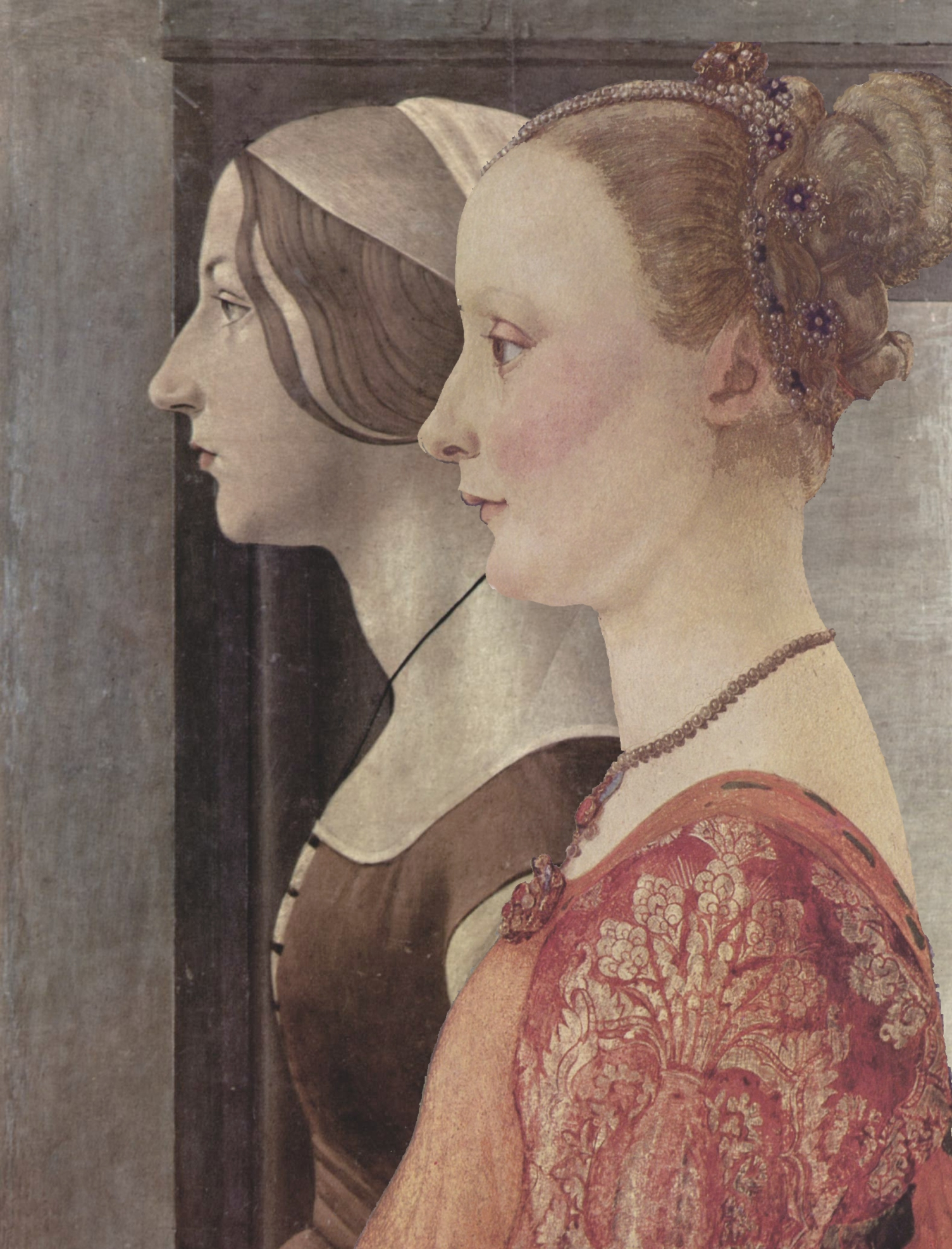
Пастиш, совмещающий элементы двух картин (оригинал 1 и оригинал 2), сделанный с помощью Photoshop

Пасти́ш (фр. pastiche: от итал. pasticcio — пастиччо, стилизованная опера-попурри, букв. «смесь, паштет») — вторичное художественное произведение (литературное, музыкальное, театральное и проч.), представляющее собой имитацию стиля работ одного или нескольких авторов, стилизация, частный случай эклектики в искусстве. В отличие от пародии, пастиш не столько высмеивает, сколько чествует оригинал.
Пастиш отличается от аллюзии. Аллюзия может относиться к другому произведению, но не повторяет его. Более того, аллюзия требует, чтобы аудитория разделяла культурные знания автора. Аллюзия и пастиш — это механизмы интертекстуальности.

## В искусстве

### Музыка
Чарльз Розен охарактеризовал различные произведения Моцарта, имитирующие стиль барокко, как пастиш, а «Сюита Хольберга» Эдварда Грига была написана как дань уважения музыке более ранней эпохи. В некоторых произведениях Петра Чайковского, таких, как вариации на тему рококо и серенада для струнного оркестра, используется уравновешенная «классическая» форма, напоминающая композиторов XVIII века, таких, как Моцарт. Один из примеров пастиша в современной музыке — это Джордж Рохберг, который использовал эту технику в своем струнном квартете № 3 1972 года и произведении под названием «Музыка для волшебного театра». Рохберг изменил стиль к пастишу от сериализма после смерти своего сына в 1963 году.
«Богемная рапсодия» Queen необычна, так как это пастиш в обоих смыслах этого слова, поскольку в песне имитируется множество различных стилей, из сочетания которых создано одно музыкальное произведение. Похожий более ранний пример — «Happiness Is a Warm Gun» группы The Beatles. Музыкальные пастиши можно встретить в творчестве американского композитора Фрэнка Заппы. Комик/пародист Странный Эл Янкович также записал несколько песен, которые являются подделками других популярных артистов, таких как Devo («Dare to Be Stupid»), Talking Heads («Dog Eat Dog»), Rage Against the Machine («I’ll Sue Ya»), и The Doors («Craigslist»).
Месса-пастиш — это месса, в которой составляющие части заимствованы из месс различных композиторов. Чаще всего такой подход выбирают для концертных выступлений, особенно ансамблей средневековой музыки. Мессы состоят из частей: Kyrie, Gloria, Credo, Sanctus, Agnus Dei; примерами могут служить «Торжественная месса» Бетховена и «Месса Нотр-Дам» Гийома де Машо. В мессе-пастише исполнители могут выбрать Kyrie одного композитора и Gloria от другого; или, если один композитор положил слова мессы на музыку несколько раз, выбрать Kyrie из одного сочинения и Gloria из другого.

### Мюзикл
В музыкальном театре стилизация часто является незаменимым инструментом для пробуждения звуков той эпохи, на которую ставится спектакль. Для мюзикла Follies 1971 года, шоу о воссоединении исполнителей из музыкального ревю, действие которого происходило между мировыми войнами, Стивен Сондхайм написал более десятка песен в стиле бродвейских авторов 1920-х и 1930-х годов. Сондхайм имитирует не только музыку таких композиторов, как Коул Портер, Ирвинг Берлин, Джером Керн и Джордж Гершвин, но и тексты таких писателей, как Айра Гершвин, Дороти Филдс, Отто Харбах и Оскар Хаммерштейн II. Например, Сондхайм отмечает, что cентиментальная любовная песня «Losing My Mind», исполненная в шоу, содержит «почти шаблонные ритмы и гармонии» из произведения Гершвина Джорджа под названием «Человек, которого я люблю», стихи которой написаны в стиле Дороти Филдс. Примеры музыкальной стилизации также появляются в других произведениях Сондхайма, включая «Gypsy», «Saturday Night», «Assassins» и «Anyone Can Whistle».

### Кино
Пастиш также может быть кинематографическим приемом, с помощью которого режиссеры отдают дань уважения стилю другого режиссера и использованию кинематографии, включая ракурсы, освещение и мизансцену. Сценарист фильма может также предложить пастиш на основе произведений других писателей (это особенно заметно в исторических фильмах и документальных фильмах, но также может быть найдено в документальных драмах, комедиях и фильмах ужасов). Картина итальянского режиссера Серджио Леоне «Однажды на Диком Западе» представляет собой пастиш ранних американских вестернов. Другой крупный режиссер, Квентин Тарантино, часто использует различные сюжеты, характеристики и темы из многих малоизвестных фильмов для создания своих фильмов, в том числе из фильмов Серджио Леоне, фактически создавая пастиш из пастиша. Тарантино открыто заявил, что «я краду из каждого когда-либо снятого фильма».
В кино влияние фильмов Джорджа Лукаса «Звёздные войны» (породивших собственные пастиши, такие, как 3D-фильм 1983 года «Металлический шторм: Крах Джаред-Сина») можно рассматривать как функцию постмодерна.

### Архитектура

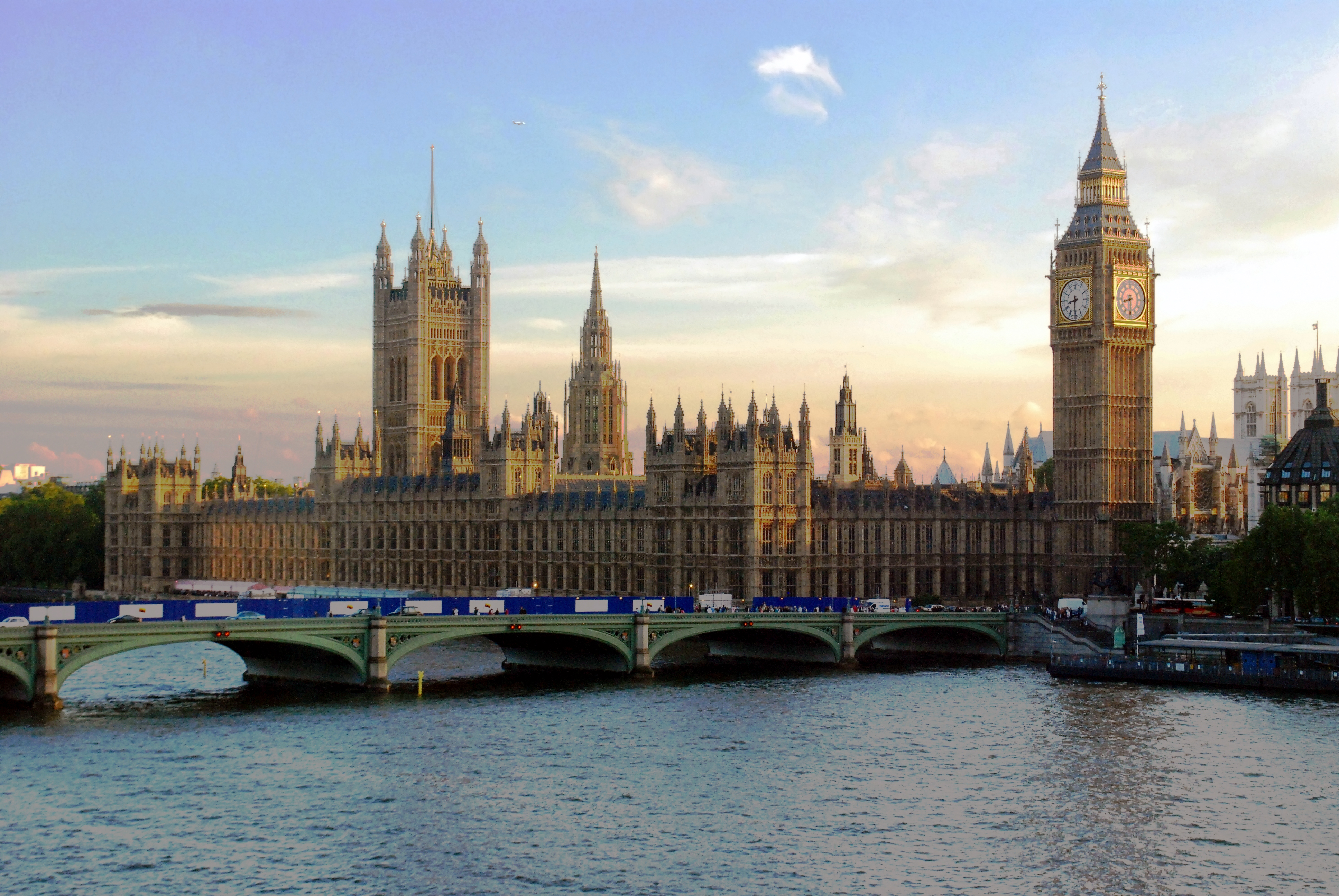
Вестминстерский дворец был построен в стиле неоготики в викторианский период

При обсуждении городского планирования термин «пастиш» может описывать застройки как имитацию стилей зданий, созданных крупными архитекторами: подразумевая, что производные работы неоригинальны и малопригодны, и этот термин обычно приписывается без ссылки на его городской контекст. Многие европейские разработки 20-го века можно охарактеризовать как пастиш, такие, как работы Луи де Суассона и Эдвина Лаченса, создавших в Великобритании неоклассические и неогеоргианские архитектурные разработки в начале 20-го века, или более поздние работы, основанные на архитектуре модерниста Людвига Мис ван дер Роэ и движение Баухаус. Сам термин не уничижительный, однако Ален де Боттон описывает пастиш как «неубедительное воспроизведение стилей прошлого».

### Мода
Пастиш, заключающийся в комбинации стилей различных периодов, используется модельерами в качестве одной из стратегий для того, чтобы бросить вызов традиционным значениям и условностям высокой моды и люксового дизайна. Для этого также используется постмодернистское перемешивание образов как из области искусства, так и массовой культуры. Пастиш очевиден в работах Джона Гальяно времён его сотрудничества с домом Диор: шляпа, жакет и ботинки из эпохи мушкетёров соседствуют в наряде на чувственного вида модели с мини-юбкой, шлейфом и декольтированном бюстье.